# Karol Peszke
Karol Peszke (ur. 7 stycznia 1939 w Dębieńsku, zm. 3 grudnia 2005) – polski żużlowiec.

## Życiorys
Wychowanek klubu Górnik Rybnik. W klubie tym jeździł w latach 1958 - 1973. Jego debiut w meczu z cyklu Drużynowych Mistrzostw Polski nastąpił 25.05.1958 roku kiedy to Legia Warszawa zmierzyła się z Górnikiem Rybnik w Toruniu w piątej kolejce rozgrywek I Ligi. Karol Peszke zdobył w tym spotkaniu 2 punkty.
Ogromny wpływ na karierę tego zawodnika miała kontuzja, której nabawił się w październiku 1959 roku. W wyniku obrażeń na torze musiał przejść trepanację czaszki (złamana podstawa czaszki), przez co częściowo stracił pamięć na szczęście czasowo i odwracalnie. Niestety nigdy już nie wrócił do pełnej dyspozycji oraz do charakterystycznej brawury.
Karierę zawodniczą zakończył w 1973r. W późniejszych latach pełnił na stadionie w Rybniku funkcję kierownika parku maszyn oraz chronometrażysty.
Czternastokrotny medalista DMP, dziesięciokrotnie złoty (1958, 1962–1968, 1970, 1972), dwukrotnie srebrny (1959, 1961) i dwukrotnie brązowy (1969, 1971).
Dwukrotny finalista IMP, najlepsze miejsce zajął w 1962 roku gdzie był trzynasty. Pięciokrotny finalista Pucharu ROW (srebro z drużyną w 1964r.). Dwukrotny finalista Memoriału Zbigniewa Raniszewskiego.

## Osiągnięcia

### Drużynowe Mistrzostwa Polski- Sezon zasadniczy
| Sezon | Klub          | Miejsce | Liga   | Średnia/bg | Średnia/mc | Pkt       | Bonusy | Razem     | Komplety    | Biegi | Mecze |
| ----- | ------------- | ------- | ------ | ---------- | ---------- | --------- | ------ | --------- | ----------- | ----- | ----- |
| 1958  | Górnik Rybnik |         | I Liga | 1,261      | 3,143      | 22        | 7      | 29        | -           | 23    | 7     |
| 1959  | Górnik Rybnik |         | I Liga | 1,125      | 2,444      | 22        | 5      | 27        | -           | 24    | 9     |
| 1960  | Górnik Rybnik | 5       | I Liga | 1,308      | 3,500      | 14        | 3      | 17        | -           | 13    | 4     |
| 1961  | Górnik Rybnik |         | I Liga | 1,702      | 6,083      | 73        | 7      | 80        | -           | 47    | 12    |
| 1962  | Górnik Rybnik |         | I Liga | 1,980      | 5,786      | 81        | 20     | 101       | 1 - (1 pl.) | 51    | 14    |
| 1963  | Górnik Rybnik |         | I Liga | 1,500 (34) | 4,545 (35) | 50 (35)   | 13     | 63 (33)   | -           | 42    | 11    |
| 1964  | Górnik Rybnik |         | I Liga | 1,814 (26) | 5,731 (29) | 74,5 (25) | 18     | 92,5 (22) | 2 - (1 pł.) | 51    | 13    |
| 1965  | ROW Rybnik    |         | I Liga | 1,345 (37) | 4,357 (35) | 61 (30)   | 13     | 74 (30)   | -           | 55    | 14    |
| 1966  | ROW Rybnik    |         | I Liga | 0,579      | 1,667      | 10 (58)   | 1      | 11 (59)   | -           | 19    | 6     |
| 1967  | ROW Rybnik    |         | I Liga | 1,388      | 3,929      | 55        | 13     | 68        | -           | 49    | 14    |
| 1968  | ROW Rybnik    |         | I Liga | 1,488      | 4,000      | 48        | 13     | 61        | -           | 41    | 12    |
| 1969  | ROW Rybnik    |         | I Liga | 0,556      | 1,000      | 4         | 1      | 5         | -           | 9     | 4     |
| 1970  | ROW Rybnik    |         | I Liga | 1,815      | 5,500      | 77        | 21     | 98        | 1 - (1pł.)  | 54    | 14    |
| 1971  | ROW Rybnik    |         | I Liga | 0,636      | 1,200      | 6         | 1      | 7         | -           | 11    | 5     |
| 1972  | ROW Rybnik    |         | I Liga | 1,167      | 2,000      | 6         | 1      | 7         | -           | 6     | 3     |
| 1973  | ROW Rybnik    | 4       | I Liga | 1,136      | 2,111      | 19        | 6      | 25        | -           | 22    | 9     |

W nawiasie miejsce w danej kategorii (śr/m oraz śr/b - przy założeniu, że zawodnik odjechał minimum 50% spotkań w danym sezonie)
Podsumowanie wyników w najwyższej klasie rozgrywkowej w Polsce w sezonie zasadniczym:
| Sezony | Średnia/bg | Średnia/mc | Pkt   | Bonusy | Razem | Komplety       | Biegi | Mecze |
| ------ | ---------- | ---------- | ----- | ------ | ----- | -------------- | ----- | ----- |
| 16     | 1,481      | 4,123      | 622,5 | 143    | 765,5 | 4 - (3 płatne) | 517   | 151   |

Źródło

### Indywidualne Mistrzostwa Polski na Żużlu
- 1962 – Rzeszów – 13. miejsce – 4 pkt → wyniki
- 1967 – Rybnik – Rezerwowy – ns → wyniki

Źródło

### Puchar ROW
- 1961 - Rybnik - 11. miejsce - 3 pkt → wyniki
- 1963 - Rybnik - 13. miejsce - 2 pkt → wyniki
- 1964 - Rybnik - 2. miejsce  - 1 pkt (drużyna 26) → wyniki
- 1966 - Rybnik - 16. miejsce - 1 pkt → wyniki
- 1972 - Rybnik - 13. miejsce - 3 pkt → wyniki

Źródło

### Memoriał Zbigniewa Raniszewskiego
- 1961 - Bydgoszcz - 9. miejsce - 5 pkt → wyniki
- 1963 - Olsztyn - 11. miejsce - 3 pkt → wyniki

Źródło